# Ciel Satellite Group
Ciel Satellite Group ist ein kanadischer Kommunikationssatellitenbetreiber mit Sitz in Ottawa.

## Geschichte
Das Unternehmen wurde 2004 gegründet. Ein halbes Jahr nach der Gründung, erhielt das Unternehmen die Genehmigung für das Betreiben von Satelliten auf der Orbitalposition 129° West. Im Jahr 2005 nahm das Unternehmen den operativen Betrieb auf.

## Satelliten
Ciel mietete 2005 von Echostar den EchoStar 5 Satelliten an, der für das Unternehmen als Ciel 1 fungiert. Dieser befindet sich seit 2009 im End of life Status erreicht und ist seitdem Weltraumschrott.
Das Unternehmen beauftragte Thales Alenia Space zum Bau des Satelliten Ciel 2. Im Jahr 2006 wurde der erste unternehmenseigene Satellit fertiggestellt. Das Unternehmen betreibt diesen Satelliten auf der Orbitalposition 129° West. Er kann Nordamerika mit TV- und Breitbandservices bedienen. Die Ciel Satellite Group hat die Genehmigung, auf sechs weiteren Positionen Satelliten zu betreiben.